# 鈴木寛子
鈴木 寛子（すずき ひろこ）は、NHK神戸放送局の契約キャスター。

## 経歴
岡山県出身。大学卒業後地元のNHK岡山放送局に契約キャスターとして採用される。契約期間満了後の2006年、NHK山口放送局に移籍。夕方の報道番組を担当し、夕方の顔として親しまれるも、2010年3月に期間満了で退局。
その後1年のブランクを経て2011年4月、NHK神戸放送局に採用された。ここでもやはり夕方の顔としての登場となる。
山口勤務最後の年に防府市で起こった豪雨災害の爪痕を取材した経験がある。

## 担当中の番組
- ニュースKOBE発 キャスター（隔週交替）

## 過去の担当番組
- ゆうゆうワイド（隔週交替）
- やまぐちFM広場（2008年度）